# Diocesi di Mende
La diocesi di Mende (in latino Dioecesis Mimatensis) è una sede della Chiesa cattolica in Francia suffraganea dell'arcidiocesi di Montpellier. Nel 2023 contava 50.245 battezzati su 76.075 abitanti. La sede è vacante, in attesa che il vescovo eletto Jean Pelletier ne prenda possesso.

## Territorio
La diocesi comprende il dipartimento francese della Lozère, uno dei cinque dipartimenti che compongono la regione Linguadoca-Rossiglione.
Sede vescovile è la città di Mende, dove si trova la basilica cattedrale di Notre-Dame et Saint-Privat.
Il territorio si estende su 5.167 km² ed è suddiviso in 135 parrocchie.

### Parrocchie

Mappa dell'organizzazione parrocchiale della diocesi (dal 2009).

Il seguito alla riorganizzazione ecclesiastica della diocesi, dal 1º settembre 2009 il territorio è stato suddiviso in 5 grandi parrocchie che accorpano tutte le precedenti:
- parrocchia San Giacomo, con sede a Saint-Chély-d'Apcher: comprende 52 chiese ripartite in 46 comuni nel nord-ovest della diocesi;
- parrocchia Santa Teresa del Bambin Gesù, con sede a Langogne: comprende 37 chiese nella parte orientale della diocesi;
- parrocchia San Privato, con sede a Mende: comprende 33 chiese nella parte centrale della diocesi;
- parrocchia San Fredardo, con sede a Marvejols: comprende 37 chiese ripartite in 24 comuni nella parte occidentale della diocesi;
- parrocchia San Giuseppe, con sede a Florac: comprende 34 chiese nella parte meridionale della diocesi.

Da un punto di vista territoriale le 5 parrocchie ricalcano esattamente i confini delle 5 zone pastorali esistenti in diocesi prima del 2009.

## Storia

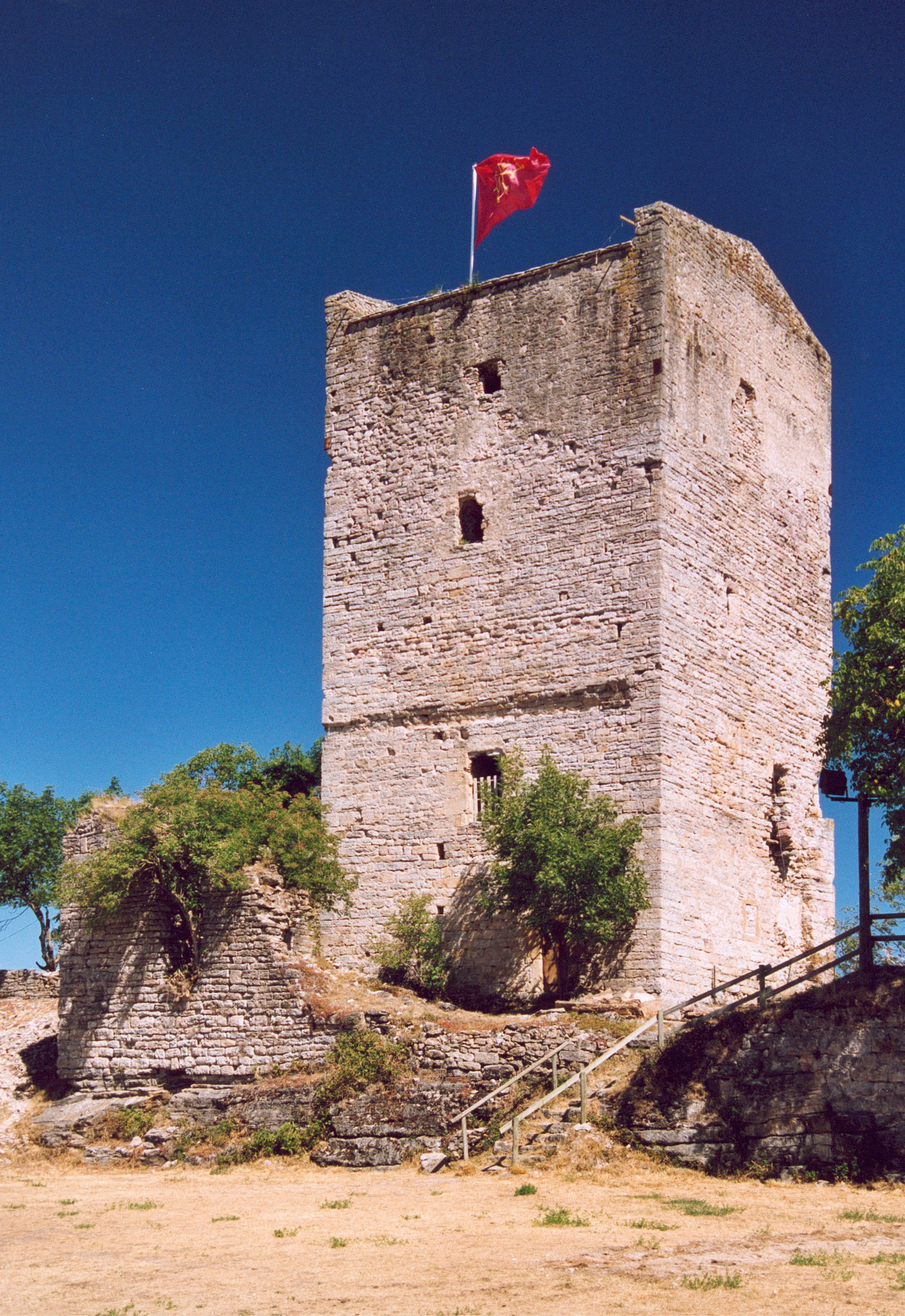
La torre del castello di Chanac è tutto ciò che resta di quella che fu la residenza estiva dei vescovi di Mende fino alla rivoluzione francese.

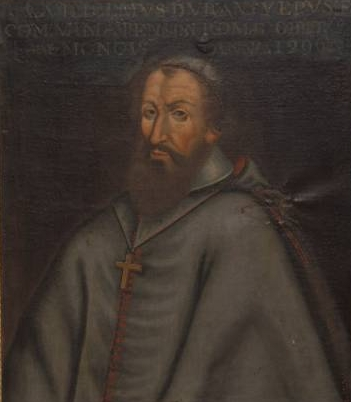
Il vescovo Guillaume Durand II, il primo a portare il titolo di conte del Gévaudan dal 1307.

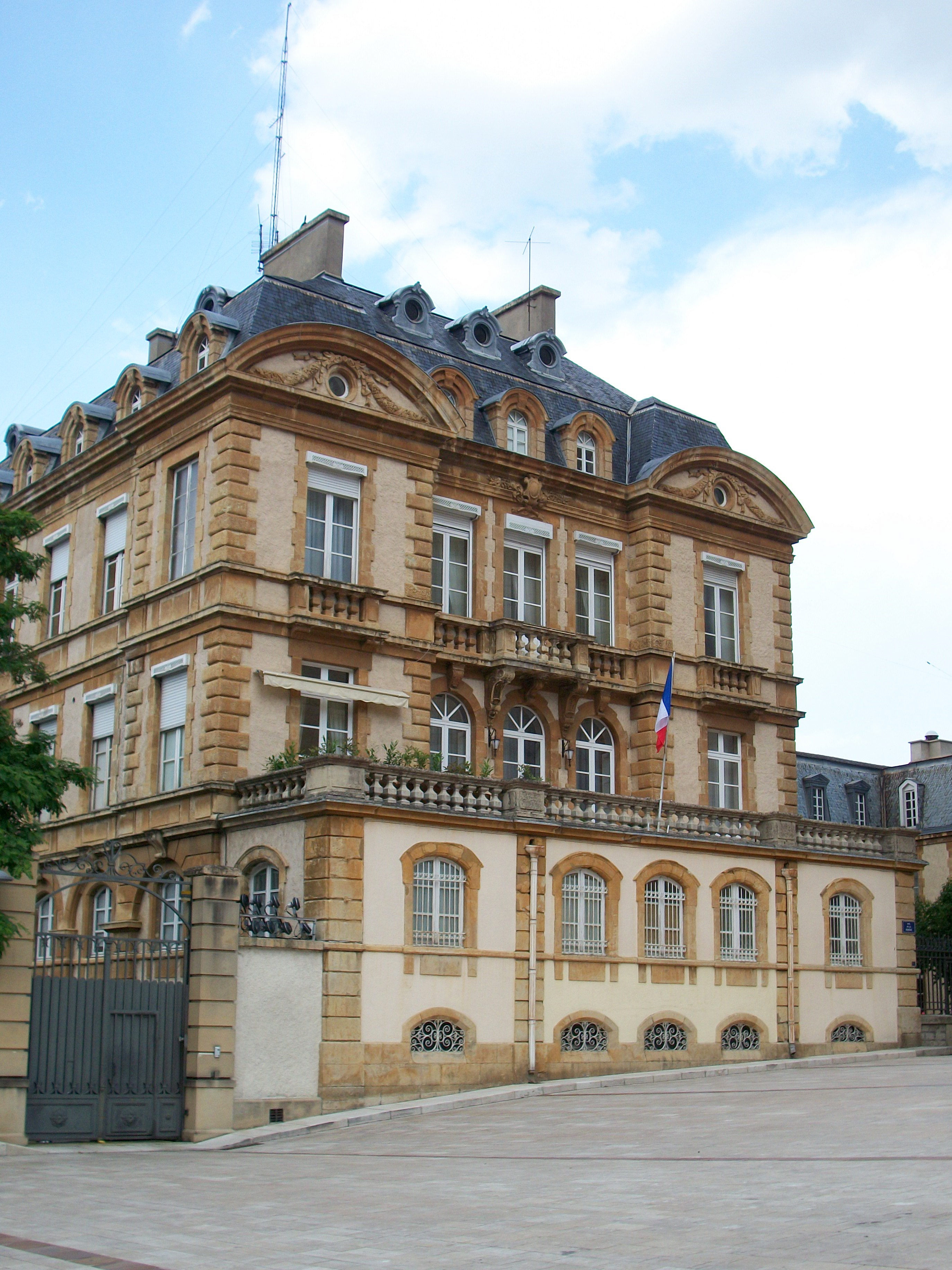
L'antico palazzo episcopale di Mende, oggi sede della prefettura dipartimentale.

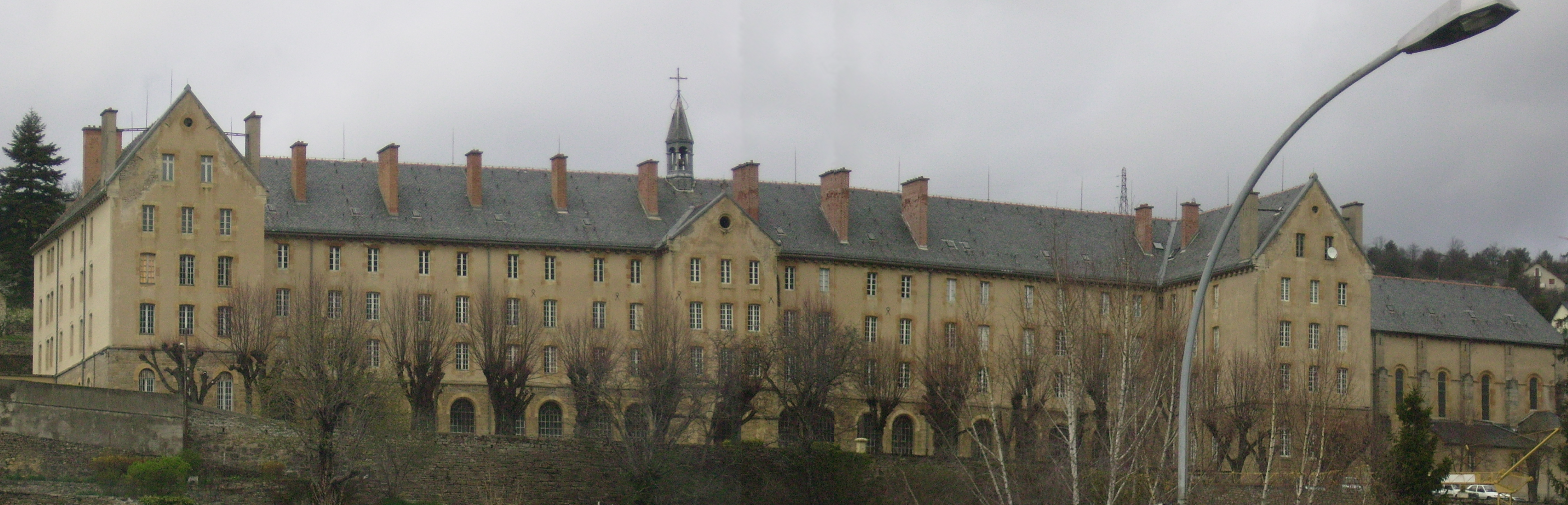
L'antico seminario maggiore di Mende.

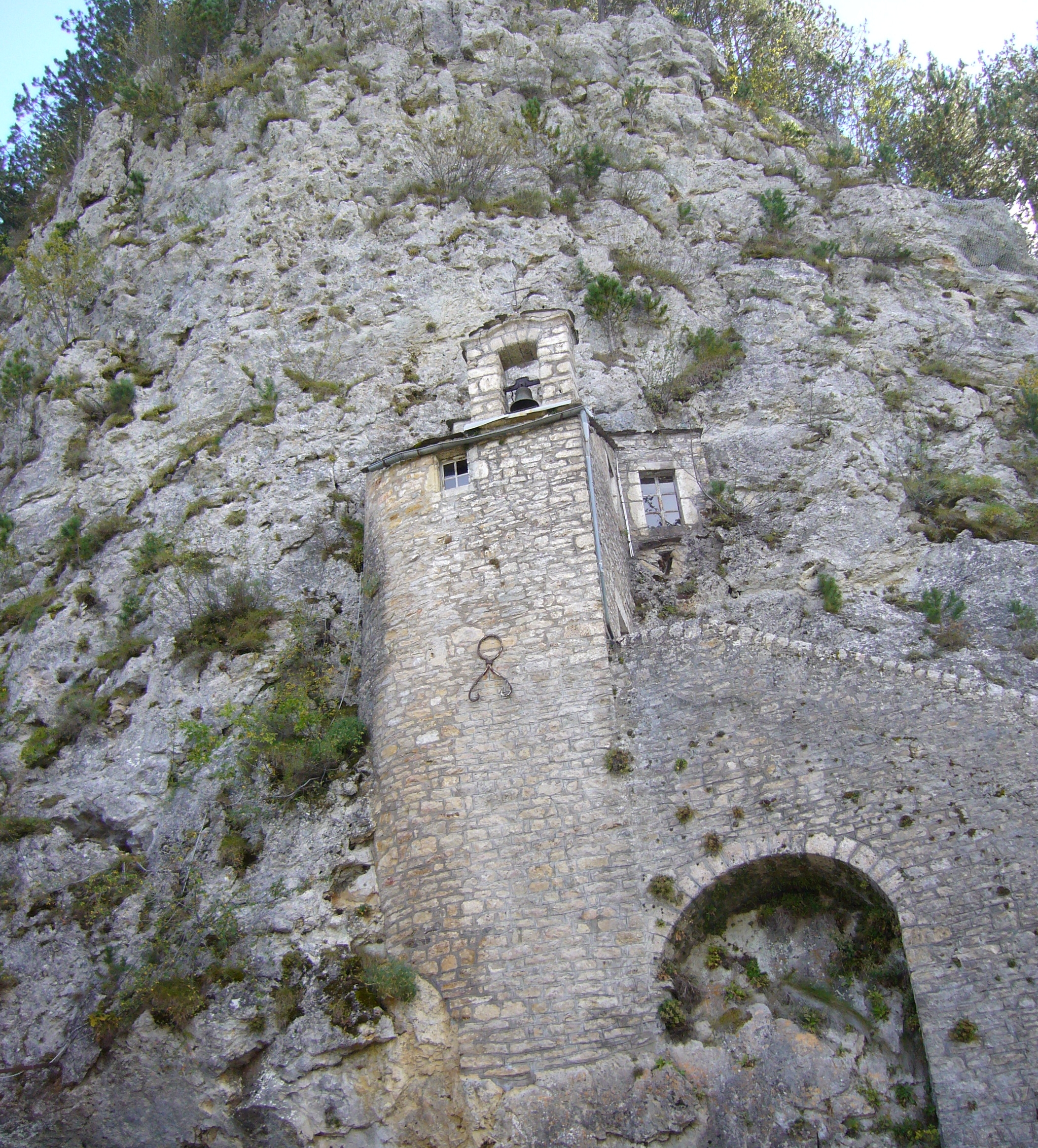
La grotta dell'eremo di san Privato.

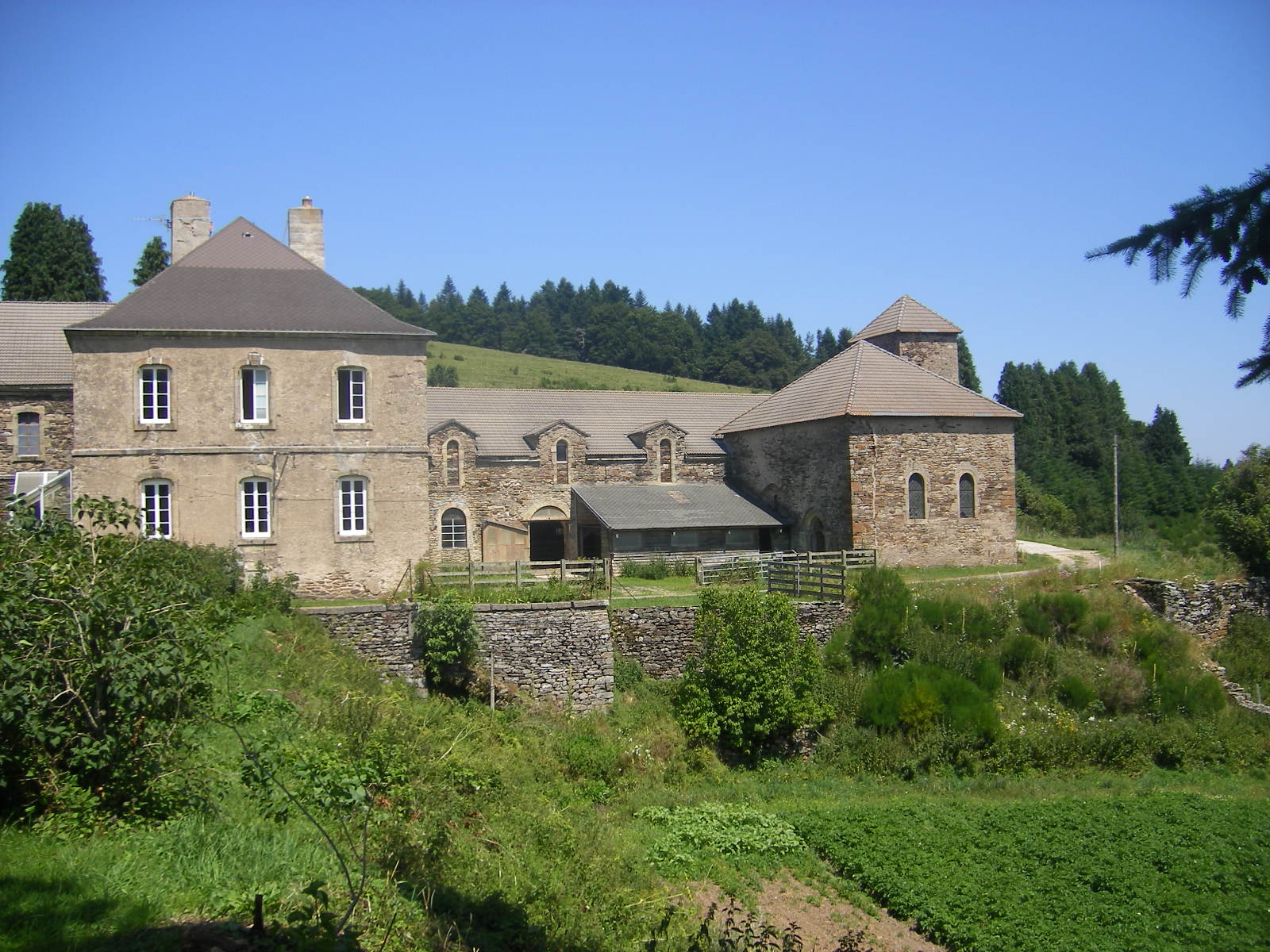
L'antica abbazia cistercense di Mercoire, la più antica abbazia femminile della diocesi di Mende, fondata nel XII secolo.

Secondo la tradizione, san Marziale di Limoges avrebbe evangelizzato il territorio del Gévaudan abitato dai Gabali e vi avrebbe ordinato il primo vescovo, san Severiano. Il primo vescovo storicamente documentato è san Privato, attestato da Gregorio di Tours, santo patrono della diocesi, che avrebbe subito il martirio verso la metà del III secolo. Al primo concilio di Arles del 314 la chiesa dei Gabali è rappresentata dal diacono Geniale. L'antica capitale dei Gabali era Anderitum, l'odierna Javols, dove si presume avesse sede il vescovo; in seguito, secondo il dato tradizionale, la sede venne trasferita a Mimate, ossia Mende, dove subì il martirio san Privato.
Dopo la conquista dei Visigoti nel V secolo, la terra dei Gabali è annessa al regno franco nel 510; da questo momento la diocesi diventa stabilmente suffraganea dell'arcidiocesi di Bourges, antica sede metropolitana della provincia romana dell'Aquitania prima. I vescovi mantennero per secoli il titolo di episcopi Gabalensis; la prima attestazione del titolo Mimatensis, ossia Mende, appare nel 951 con il vescovo Stefano.
Nel 1161 al vescovo Aldebert du Tournel e ai suoi successori furono concessi i diritti di signoria sulla città e la diocesi, diventando al contempo vassalli del re di Francia. Il 3 febbraio 1307 il vescovo Guillaume Durand II ottenne il titolo di conte del Gévaudan, a cui furono costretti a sottoporsi tutti i baroni della regione, che da oltre un secolo erano in conflitto con i vescovi di Mende per la supremazia sul temporale.
Nel XIV secolo la diocesi vide la nascita di Guillaume de Grimoard, che nel 1362 divenne papa con il nome di Urbano V. A lui si deve la ricostruzione della cattedrale, opera iniziata dallo stesso papa qualche anno prima, ma danneggiata da un incendio. Per trovare le risorse, il papa utilizzò un procedimento senza precedenti: lasciò la sede vescovile vacante per due anni (1368-1370), così che le entrate della mensa, normalmente devolute al vescovo pro tempore, furono invece totalmente dirottate per la continuazione dei lavori all'edificio. Tuttavia i lavori, interrotti per la morte del papa (1370), furono ultimati nel XV secolo: il 2 agosto 1467 il vescovo Antoine de La Panouse consacrò l'altare maggiore.
Durante le guerre di religione, la città e il territorio di Mende, conquistati dagli ugonotti nel 1562, furono soggetti a dure lotte, dove non furono risparmiati i massacri; tra questi la storia ricorda in particolare quello avvenuto la notte di natale del 1579, dove un manipolo di protestanti, guidati da Matthieu Merle, fecero irruzione nella cattedrale massacrando e sgozzando tutti i presenti. Solo con l'editto di Nantes fu riportata la calma nel Gévaudan.
Al vescovo Giacinto Serroni si deve l'istituzione del seminario diocesano, il 20 ottobre 1666, affidato ai preti della congregazione della Dottrina cristiana. La diocesi di Mende è ai confini con zone di diffusione del calvinismo, pertanto è importante che i preti ricevano una solida formazione teologica per contrastare la diffusione delle idee protestanti. Nell'Ottocento saranno i gesuiti a gestire per un certo periodo il seminario.
Il 3 ottobre 1678 Mende divenne suffraganea dell'arcidiocesi di Albi.
Agli albori del XVIII secolo la diocesi di Mende fu turbata dall'insurrezione dei Camisards, una setta che seguiva delle presunte profezie, influenzate in certa misura dal calvinismo, e che resistette in armi contro l'esercito francese per una ventina d'anni. L'8 marzo 1715 Luigi XIV annunciò la completa estinzione della setta.
Durante il periodo rivoluzionario il vescovo Castellane fu giustiziato a Versailles il 9 settembre 1792.
In seguito al Concordato, il 29 novembre 1801 la diocesi si ampliò, incorporando parte della soppressa diocesi di Alès e tutto il territorio della diocesi di Viviers. Contestualmente fu sottoposta alla sede metropolitana di Lione.
Il 6 ottobre 1822 la diocesi di Viviers fu ristabilita con la bolla Paternae charitatis di papa Pio VII, recuperandone l'antico territorio dalla diocesi di Mende, che ritornò ad essere suffraganea dell'arcidiocesi di Albi.
Nel XIX e XX secolo la diocesi ha visto nascere numerose vocazioni missionarie, appartenenti soprattutto alle congregazioni missionarie come la Società per le missioni estere di Parigi o i Missionari oblati di Maria Immacolata. Molti missionari divennero vicari apostolici: Alexandre Chabanon, Augustin Tardieu e Jean-Baptiste Chabalier in Cocincina; Édouard Bresson in Oceania; Jean-Antoine Trocellier in Canada; Jean-Baptiste-Frézal Charbonier in Tanzania; Louis Dalle e François d'Alteroche in Perù.
L'8 dicembre 2002, in seguito alla riorganizzazione delle circoscrizioni diocesane francesi, la diocesi di Mende è entrata a far parte della provincia ecclesiastica di Montpellier.

## Cronotassi dei vescovi
Si omettono i periodi di sede vacante non superiori ai 2 anni o non storicamente accertati.
- San Severiano ? †
- San Privato †[5]
- Geniale ? † (menzionato nel 314)[6]
- San Firmino ? †[7]
- Valerio ? † (menzionato nel 451)[8]
- Leonico † (menzionato nel 506)
- Sant'Ilario † (menzionato nel 535)
- Sant'Evanzio † (menzionato nel 541)
- Partenio † (seconda metà del VI secolo)[9]
- Agricola † (prima del 614 - dopo il 627)
- Sant'Ilero ? † (menzionato nel 628 circa)[10]
- Giovanni † (menzionato nell'804)
- Hermon † (menzionato nell'811)[11]
- San Fredardo † (prima metà del IX secolo)
- Agenolfo † (prima dell'875 - dopo l'878)
- Guglielmo I † (menzionato nel 908 circa)
- Stefano † (menzionato nel 951 circa)
- Matafredo † (menzionato nel 998)
- Raymond † (prima del 1029 - dopo il 1031)
- Aldebert de Peyre I † (prima del 1052 - dopo il 1062)
- Guillaume II † (menzionato nel 1095)
- Robert † (menzionato nel 1098)
- Aldebert de Peyre II † (menzionato nel 1109)
- Guillaume III † (prima del 1123 - 1150)
- Aldebert du Tournel † (1151 - 1187 deceduto)
- Guillaume de Peyre † (1187 - 22 settembre 1221 dimesso)
  - Sede vacante (1221-1224)
- Etienne de Brioude † (7 marzo 1224 - prima del 23 dicembre 1246[12] deceduto)
  - Sede vacante (1246-1255)
- Odilon de Mercoeur † (prima dell'11 dicembre 1255 - 28 gennaio 1273 deceduto)
- Étienne d'Auriac † (1273 - dopo il 1279)
- Guillaume Durand I † (5 novembre 1285 - 1º novembre 1296 deceduto)
- Guillaume Durand II † (17 dicembre 1296 - 1330 deceduto)
- Jean d'Arcy † (14 dicembre 1330 - 21 dicembre 1331 nominato vescovo di Autun)
- Albert Lordet † (21 dicembre 1331 - 1361 deceduto)
- Guillaume Lordet † (16 marzo 1362 - dopo il 1364 deceduto)
- Pierre d'Aigrefeuille (du Roure) † (11 agosto 1366 - 11 ottobre 1368 nominato vescovo di Avignone)
  - Sede vacante (1368-1370)
- Guillaume de Chanac, O.S.B. † (8 gennaio 1371 - 30 maggio 1371 dimesso)
- Bompar Virgile † (16 giugno 1371 - 30 luglio 1375 deceduto)
- Pons de La Garde † (13 febbraio 1376 - 1387 ? deceduto)
- Jean d'Armagnac † (22 aprile 1387 - 17 ottobre 1390 nominato arcivescovo di Auch)
- Robert de Bose † (17 ottobre 1390 - 1408 deceduto)
- Jean de La Coste † (10 marzo 1408 - ? deposto)
- Guillaume de Boisratier † (1408 - 2 luglio 1409 nominato arcivescovo di Bourges)
- Pierre de Saluces † (24 luglio 1409 - 1412 deceduto)
- Gérard du Puy † (4 gennaio 1413 - 19 aprile 1413 nominato vescovo di Carcassonne)
- Jean de Corbie † (19 aprile 1413 - 11 dicembre 1426 nominato vescovo di Auxerre)
- Ramnulphe de Pérusse d'Escars † (11 dicembre 1426 - 1441 deceduto)
- Aldebert de Peyre † (23 agosto 1441 - 1443 deceduto)
- Guy de La Panouse † (20 novembre 1443 - 1466 ? dimesso)
- Antoine de La Panouse † (20 novembre 1467 - 28 giugno 1473 deceduto)
  - Pietro Riario, O.F.M.Conv. † (3 novembre 1473 - 3 gennaio 1474 deceduto) (amministratore apostolico)
- Jean de Petit † (18 aprile 1474 - 1478 ? deceduto)
  - Giuliano della Rovere † (3 luglio 1478 - ottobre 1483 dimesso, poi eletto papa con il nome di Giulio II) (amministratore apostolico)
- Clemente Grosso della Rovere, O.F.M.Conv. † (27 ottobre 1483 - 18 agosto 1504 deceduto)
- Francesco Grosso Della Rovere † (8 novembre 1504 - 15 maggio 1524 deceduto)
- Claude Duprat, O.S.B. † (14 dicembre 1524 - 1532 deceduto)
- Jean de La Rochefoucauld, O.S.B. † (22 maggio 1534 - 24 settembre 1538 deceduto)
- Charles de Pisseleu † (13 ottobre 1538 - 15 giugno 1545 nominato vescovo di Condom)
- Nicolas Dangu † (12 agosto 1545 - 1567 deceduto)
- Renaud de Beaune † (18 giugno 1571 - 10 luglio 1581 nominato arcivescovo di Bourges)
- Antoine de Tremblay † (10 luglio 1581 - ?)
- Adam de Heurtelou † (5 marzo 1586 - 26 giugno 1609 deceduto)
- Charles de Rousseau † (26 giugno 1609 succeduto - 4 novembre 1623 deceduto)
- Daniel de La Mothe Duplessis Houdancourt † (9 ottobre 1624 - 5 marzo 1628 deceduto)
- Silvestre de Crusy de Marcillac † (30 giugno 1628 - 20 ottobre 1659 deceduto)
- Giacinto Serroni, O.P. † (8 agosto 1661 - 1677 dimesso)[13]
- François-Placide de Baudry de Piancourt, O.S.B. † (11 ottobre 1677 - 17 novembre o 13 dicembre 1707 deceduto)
- Pierre de Baglion de la Salle de Saillant † (30 aprile 1708 - 27 o 29 settembre 1723 deceduto)
- Gabriel-Florent de Choiseul-Beaupré † (11 settembre 1724 - 7 luglio 1767 deceduto)
- Jean-Arnauld de Castellane † (25 gennaio 1768 - 9 settembre 1792 deceduto)
  - Sede vacante (1792-1802)
- Jean-Baptiste de Chabot † (1º maggio 1802 - dicembre 1804 dimesso)
- Étienne Parfait Martin Maurel de Mons † (22 marzo 1805 - 24 settembre 1821 nominato arcivescovo di Avignone)
- Claude-Jean-Joseph Brulley de La Brunière † (19 aprile 1822 - 16 dicembre 1848 deceduto)
- Jean-Antoine-Marie Foulquier † (2 aprile 1849 - 1º marzo 1873 dimesso)
- Joseph-Frédéric Saivet † (21 marzo 1873 - 26 giugno 1876 nominato vescovo di Perpignano-Elne)
- Julien Costes † (26 giugno 1876 - 27 aprile 1889 dimesso)
- François-Narcisse Baptifolier † (27 maggio 1889 - 26 settembre 1900 deceduto)
- Henri-Louis-Alfred Bouquet † (18 aprile 1901 - 21 febbraio 1906 nominato vescovo di Chartres)
- Jacques-Jean Gely † (21 febbraio 1906 - 29 maggio 1929 deceduto)
- Jules-Alexandre Cusin † (29 maggio 1929 succeduto - 5 giugno 1937 deceduto)
- François-Louis Auvity, P.S.S. † (14 agosto 1937 - 11 settembre 1945 dimesso[14])
- Maurice-Paul-Jules Rousseau † (3 novembre 1945 - 14 giugno 1950 nominato vescovo di Laval)
- Emile-Charles-Raymond Pirolley † (27 marzo 1951 - 26 gennaio 1957 nominato vescovo di Nancy)
- René-Jean-Prosper-Bruno Boudon † (12 aprile 1957 - 14 luglio 1983 dimesso)
- Roger Lucien Meindre † (14 luglio 1983 - 8 aprile 1989 nominato arcivescovo di Albi)
- Paul Émile Joseph Bertrand † (14 settembre 1989 - 16 ottobre 2001 ritirato)
- Robert Jean Louis Le Gall, O.S.B. (16 ottobre 2001 - 11 luglio 2006 nominato arcivescovo di Tolosa)
- François Jacolin, M.D.P. (16 gennaio 2007 - 29 maggio 2018 nominato vescovo di Luçon)
- Benoît Bertrand (17 gennaio 2019 - 4 giugno 2024 nominato vescovo di Pontoise)
- Jean Pelletier, dal 20 maggio 2025

## Statistiche
La diocesi nel 2023 su una popolazione di 76.075 persone contava 50.245 battezzati, corrispondenti al 66,0% del totale.
| anno | popolazione | popolazione | popolazione | presbiteri | presbiteri | presbiteri | presbiteri                | diaconi | religiosi | religiosi | parrocchie |
| anno | battezzati  | totale      | %           | numero     | secolari   | regolari   | battezzati per presbitero | diaconi | uomini    | donne     | parrocchie |
| ---- | ----------- | ----------- | ----------- | ---------- | ---------- | ---------- | ------------------------- | ------- | --------- | --------- | ---------- |
| 1949 | 80.000      | 95.000      | 84,2        | 415        | 400        | 15         | 192                       |         |           | 690       | 213        |
| 1969 | 70.000      | 76.175      | 91,9        | 306        | 284        | 22         | 228                       |         | 75        | 578       | 133        |
| 1980 | 63.300      | 75.100      | 84,3        | 238        | 235        | 3          | 265                       |         | 18        | 400       | 138        |
| 1990 | 66.000      | 79.000      | 83,5        | 191        | 190        | 1          | 345                       |         | 26        | 370       | 138        |
| 1999 | 63.000      | 73.500      | 85,7        | 160        | 154        | 6          | 393                       | 3       | 19        | 233       | 135        |
| 2000 | 61.000      | 73.500      | 83,0        | 162        | 155        | 7          | 376                       | 3       | 19        | 232       | 135        |
| 2001 | 60.000      | 73.500      | 81,6        | 156        | 152        | 4          | 384                       | 3       | 13        | 225       | 135        |
| 2002 | 60.000      | 73.500      | 81,6        | 145        | 142        | 3          | 413                       | 2       | 12        | 218       | 135        |
| 2003 | 60.000      | 73.500      | 81,6        | 139        | 134        | 5          | 431                       | 3       | 14        | 202       | 135        |
| 2004 | 58.000      | 73.830      | 78,6        | 126        | 122        | 4          | 460                       | 4       | 14        | 183       | 135        |
| 2013 | 60.800      | 78.400      | 77,6        | 76         | 75         | 1          | 800                       | 5       | 4         | 126       | 135        |
| 2016 | 60.667      | 76.700      | 79,1        | 66         | 66         |            | 919                       | 5       | 2         | 94        | 135        |
| 2019 | 55.000      | 76.300      | 72,1        | 60         | 59         | 1          | 916                       | 4       | 4         | 83        | 135        |
| 2021 | 55.000      | 76.520      | 71,9        | 52         | 52         |            | 1.057                     | 4       | 2         | 52        | 135        |
| 2023 | 50.245      | 76.075      | 66,0        | 47         | 47         |            | 1.069                     | 6       | 1         | 51        | 135        |